# Густаф Кирхоф
Густаф Роберт Кирхоф (Кенигсберг, 12. март 1824 – Берлин, 17. октобар 1887), био је немачки физичар, пионир спектроскопије. Поставио је теорију електричних мрежа. Он је допринео развоју фундаменталног разумевања електричних кола, спектроскопије и емисије зрачења црног тела.
Први је дефинисао термодинамику радијације. Још као студент утврдио је закон електричних струја, који је по њему назван Кирхофов закон. На универзитетима у Хеиделбергу и Берлину специјализовао је електрицитет и спектралне анализе, што је довело до открића елемената цезијума и рубидијума. Кирхоф је, такође, објаснио Фраунхоферове линије у сунчаном спектру, као апсорпцију спектралних таласа у сунчаној атмосфери, применом Кирхофовог закона радијације.
Кирхоф се школовао на универзитету у Кенигсбергу (доцније Калињинград, СССР). Професионални живот је провео на универзитетима Бреслау (Вроцлав), у Берлину и Хајделбергу.
Несрећан случај у младости везао га је за колица, али није уништио његову ведрину. Кирхоф је увек био студент. Године 1845, дао је свој први допринос физици, формулисао је Кирховљеве законе који омогућавају да се на свакој тачки у мрежи проводника одреди потенцијал и проток струје. Ова два закона су проширење Омовог закона и тврдње да збир протока струје у мрежи мора бити нула на спојевима кружнице, када се примени на затворену петљу у мрежи. У Кирховљеве друге доприносе проучавању електрицитета спадају доказивање да се осцилујућа струја у проводнику, чији је отпор нула, распростире брзином светлости, и унификација статичког и текућег електрицитета.
Кирхоф је целог живота био пријатељ и сарадник Бунзена и с њим објавио највећи део рада на спектроскопији. Они су установили спектроскопију (спектрална анализа) као аналитичку технику, користећи скоро безбојни пламен Бунзеновог гасног горионика и систем призми који је измислио Кирхоф. Увидели су да континуирани спектар настаје када се тело у чврстом, течном или гасовитом стању ужари под великим притиском. Спектар емисионих линија добија се жарењем гаса под ниским притиском. Спектар апсорпционих линија показује се када се између непрекидног извора и посматрача стави хладнији гас. У њиховим рукама, спектрометар се придружио телескопу и микроскопу као владајући научни инструмент.
Године 1860, они су показали да када се једињења метала загревају на пламену, она емитују линије спектра, карактеристичне за дати метал. Та чињеница је Бунзена, кратко након тога, довела до открића елемента цезијума и рубидијума. Године 1859, Кирхоф је открио да се тамне Фраунхоферове спектралне линије на Сунчевим зрацима интензивирају када Сунчева светлост пролази кроз пламен горионика који садржи одређене соли, на основу чега је схватио да су то апсорпционе линије које кореспондирају елементима нађеним у Сунчевој атмосфери. Он је такође показао да је однос снаге емисије и апсорпције радијације дате таласне дужине из свих тела исти на истој температури (Кирховљев закон зрачења), из чега је он касније развио појам црног тела. Проучавање радијације црног тела било је кључно за развој квантне теорије.

## Биографија
Кирхоф је рођен у Калињинграду у Источној Пруској, као син Фридриха Кирхофа, адвоката и Јохане Хенриете Витке. Кирхоф је 1847. дипломирао на Калињиградског универзитета и оженио се Кларом Рајхелот, кћерком његовог професора математике Фридрича Рихелота. Исте године преселили су се у Берлин, где су били док Густав Кирхоф није добио место професора у Бреслау (данас Вроцлав).
Кирхоф је своје законе о струјном колу, који су данас свеприсутни у електричном инжењерству, формулисао 1845. док је још био студент. Он је комплетирао ту студију као семинарску вежбу. То касније био предмет његове докторске дисертације. Он је био позван на Универзитет у Хајделбергу 1854. године, где је сарађивао у спектроскопском раду са Робертом Бунзеном. Кирхоф је 1857. године израчунао да електрични сигнал у жици без отпора путује дуж жице брзином светлости.
Своје законе о топлотном зрачењу изложио је 1859, а доказао их је 1861. У Бреслау је на спектроскопији радио са Робертом Бунзеном, а био је и кооткривач елемената цезијума и рубидијума 1861. док је проучавао хемијску композицију Сунца преко његовог спектралног потписа.
Румфордову медаљу добио је 1862. и то због истраживања фиксираних линија Сунчевог спектра и инверзија светлих линија у спектру вештачке светлости. У великој мери је допринео подручју спектроскопије тако што је формалисао три закона која уписују спектралну композицију светла које емитирају ужарени објекти, надограђујући се на открића Давида Алтера и А. Ј. Ангстрема (спектрална анализа).

## Доприноси
Кирхоф је својим радом пуно допринео основном разумевању струјног кола, спекротскопије и емисију радијације црних тела са загрејаваним телима. Појам радијација црног тела сковао је 1862, а два сета независних концепата о законима струјног круга и термалне емисије названи су Кирхофови закони у његову част.

### Кирхофова правила
Кирхофова правила су 2 правила, утемељена на законима очувања електричног набоја и енергије, која омогућавају прорачун електричне струје и снаге у једносмерним и наизменичним електричним струјним колима:
- збир улазних струја у свакој чворној тачки електричног струјног кола једнак је збриру излазних струја (Кирхофов закон о електричној струји);
- у сваком затвореном струјном колу алгебарски збир електричних напона напонских извора и падова напона на отпорницима једнак је нули (Кирхофов закон о електричном напону).[10]

### Кирхофов закон зрачења
Кирхофов закон зрачења је закон према којем су емисија и апсорпција електромагнетног зрачења неког тела једнаке на свим температурама, у свим условима, на свим таласним дужинама, односно тело емитује онолико зрачења колико апсорбуја. Највише зрачења емитује и апсорбује идеално црно тело.

### Цезијум
Цезијум је хемијски елемент (атомски број 55, релативна атомска маса 132,905) који спада у групу меканих алкалних метала, тачка топљења 28,44°C, густина 1,873 g/cm³. Он је јак редукујући агенс, са најјачим електропозитивним својствима; његов хидроксид, CsOH, најјача је позната база. Радиоактивни изотоп 137 настаје као продукт нуклеарног распада и један је од најопаснијих радионуклида. Цезијум се примењује у производњи соларних челија, при пуњењу светиљки металним парама и као средство за везање плинова у вакууму. Цезијум су 1860. открили Р. В. Бунзен и Г. Р. Кирхоф. Од једињења примену налазе хидроксид и халогениди. У новије доба цезијум боранат, CsBH4, служи као извор енергије за погон ракета.

### Рубидијум
Рубидијум је хемијски елемент из групе алкалних метала (атомски број 37, релативна атомска маса 85,4678). Позната су два природна изотопа (85Rb и слабо радиоактиван 87Rb) и више десетака вештачких, радиоактивних изотопа. Открили су га 1861. |Р. В. Бунзен и Г. Кирхоф спектралном анализом литијумовог минерала лепидолита. У природи је широко распрострањен у рудама заједно с осталим алкалним металима, на пример у карналиту и лепидолиту, али у малим количинама. Рубидијум је мекан метал сребрнобелог сјаја, густине 1,53 g/cm³, тачке топљења 39,3°C, изгледом и хемијским својствима сличан калијуму, али мекши и реактивнији. Спонтано се запали на ваздуху и врло бурно реагује с водом, па се чува у петролеју. Због великих трошкова производње ретко се користи, на пример при изради фотоћелија и вакуумских цеви те као реагенс при производњи зеолитних катализатора. Рубидијумске соли сличне су калијумским, служе као монокристали у оптоелектроници и додају се стаклу за катодне цеви.